# Fg
fg (abreviatura de l'anglès foreground) és una ordre de control de tasques per a sistemes Unix que reprèn el procés d'execució suspès amb les normes de flux d'entrada i de sortida redirigits al terminal de l'usuari.fg  és part de l'extensió UP (User Portability Utilities) de POSIX i no ha d'estar necessàriament disponible en un sistema conforme.